# Capacete colonial

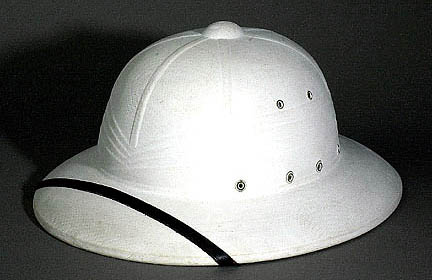
Capacete colonial moderno feito de resina.

O capacete colonial, também conhecido como salacot, pith helmet, capacete safari, capacete de medula e capacete de cortiça, é um chapéu ou capacete leve feito de fibras vegetais e coberto por tecido, usado para proteger a cabeça do sol. Foi muito usado por colonizadores europeus em regiões quentes da Asia e da África. Sua origem está numa adaptação que os espanhóis fizeram do chapéu salakot tradicional das Filipinas.
Era geralmente fabricado com fibras da planta Aeschynomene aspera ou de Aeschynomene paludosa, plantas originárias dos pântanos da Índia, e depois revestido com tecido impermeável. Também poderia ser feito de cortiça ou de outo tipo de fibra. Poderia ser enfeitado com o uso de uma ponteira no topo ou plumas, sendo também comum se usar um lenço em volta do capacete.

## Histórico

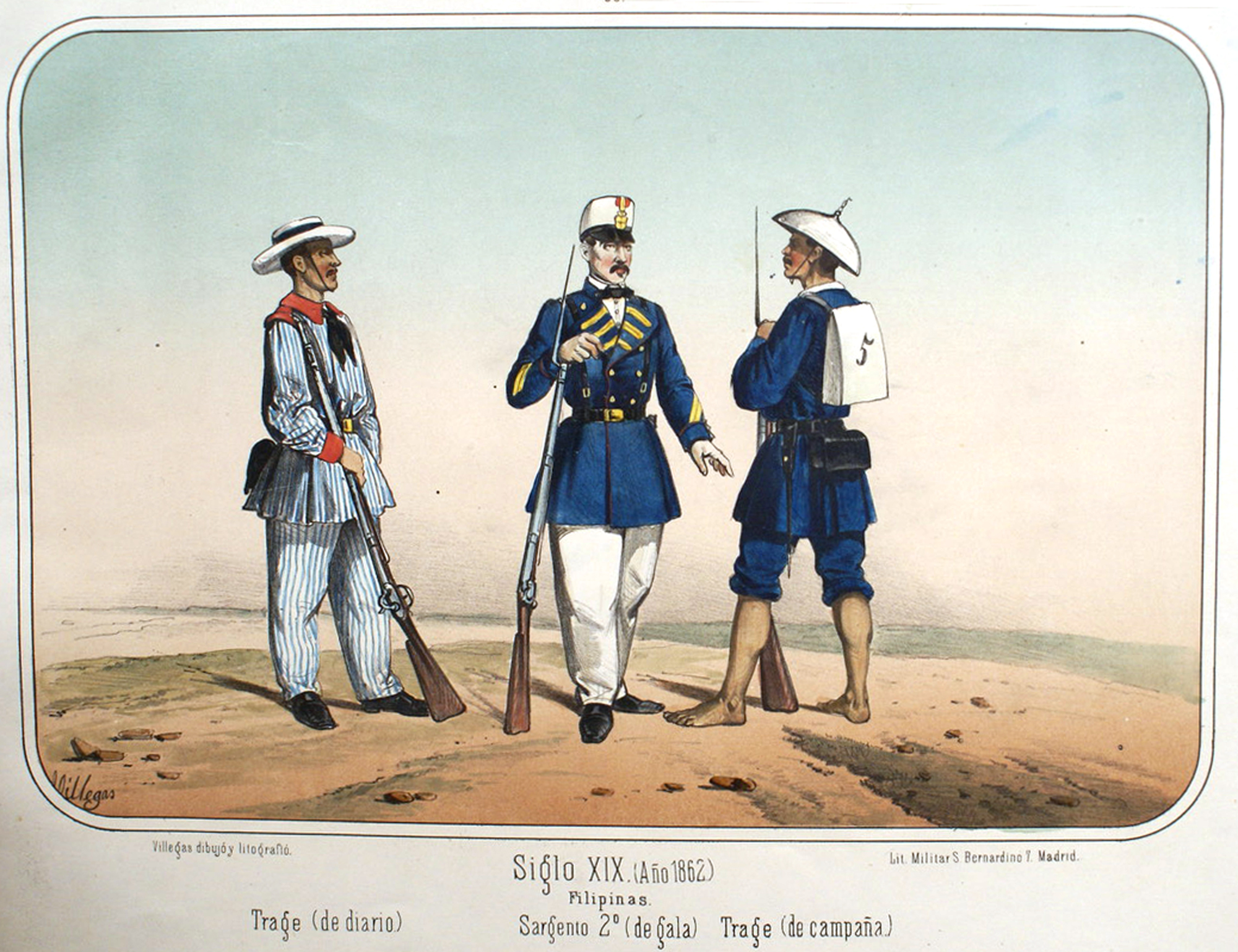
Desenho mostrando os uniformes militares das Filipinas, em 1862, e o Salacot original à direita.

Inicialmente os povos nativos das Filipinas, que serviam como auxiliares no exército espanhol, usavam um chapéu cônico tradicional, feito de fibra, que servia para proteger do sol e da chuva. Com o passar do tempo os militares espanhóis acabaram por adotar o uso desse chapéu dando-lhe a forma de um capacete. Esse capacete foi posteriormente adotado pelo exercito francês que servia nas colônias da Indochina.
Britânicos, holandeses e outros europeus acabaram seguindo o exemplo e o capacete colonial acabou se tornando comum para as tropas que serviam em regiões de clima tropical.
O capacete colonial foi usado mais amplamente pelo Império Britânico, na Índia Britânica. Originalmente feito de fibra vegetal (medula), com pequenas abas na frente e a trás, a versão britânica era coberta com um pano branco, muitas vezes usado com uma faixa (puggaree) em volta e com pequenos furos nas laterais para ventilação. A tira que o prendia no queixo poderia ser de couro ou uma corrente de latão, dependendo da ocasião.
Posteriormente o material usado na sua fabricação passou a ser a cortiça, que era mais durável, embora ainda fosse coberto com tecido e continuasse a ser chamado de capacete de medula.
Durante a Guerra Anglo-Zulu, as tropas britânicas tingiram seus capacetes brancos com chá, lama e outros meios improvisados de camuflagem. Posteriormente, capacetes de cor caqui tornaram-se padrão para o serviço tropical ativo.

### Em outras regiões

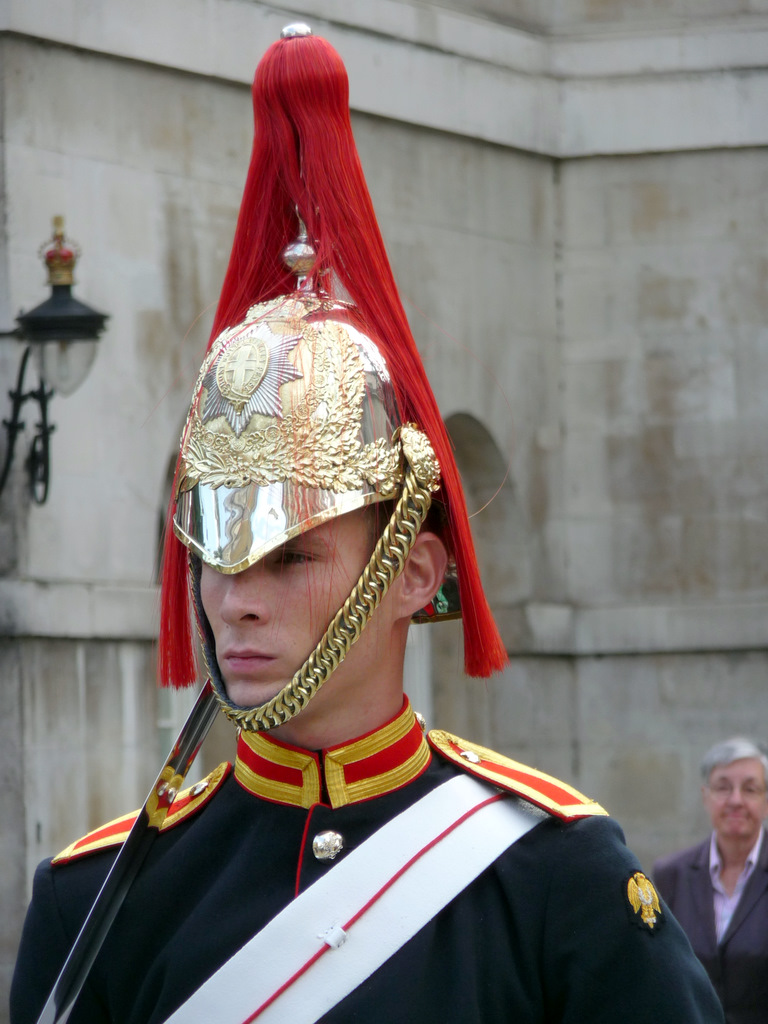
Soldado da guarda real britânica, usando um capacete de metal padrão Albert.

Uma versão do capacete colonial passou a ser usado na Europa, revestido com tecido azul escuro e feito de cortiça tendo uma ponteira de bronze. Era chamado de Capacete Home Service, na Inglaterra. O exército britânico adotou formalmente esse capacete em 1878 (aposentando as antigas barretinas), a maioria da infantaria britânica usou esse capacete até 1902, quando o exercito britânico adotou o uniforme caqui.
Seu modelo também inspirou o capacete de polícia, usado por vários policiais da Inglaterra desde 1869. e o capacete "Padrão Albert", uma versão em metal do capacete de cortiça, com ponteira e crineira pendente, usado pelos couraceiros da guarda real britânica a partir de 1847.
O Exército dos Estados Unidos também usou capacetes de pano azul do mesmo padrão do modelo britânico de 1881 a 1901 como parte de seu uniforme de gala. A versão usada pela cavalaria e artilharia montada incluía plumas e cordas com as cores (amarelo ou vermelho) de seus respectivos ramos de serviço.
Atualmente, o capacete colonial é usado pelo exército do Vietnã.

### No Brasil
O Exército Brasileiro adotou o capacete colonial em 1903, substituindo o capacete pickelhaube, para desfiles cerimoniais. Era revestido com tecido branco e ornado com penachos, crineiras ou ponteiras. Uma versão mais simples, revestida com tecido caqui, foi adotada para os soldados que serviam nas regiões de clima quente e úmido da floresta amazônica. 

## Galeria

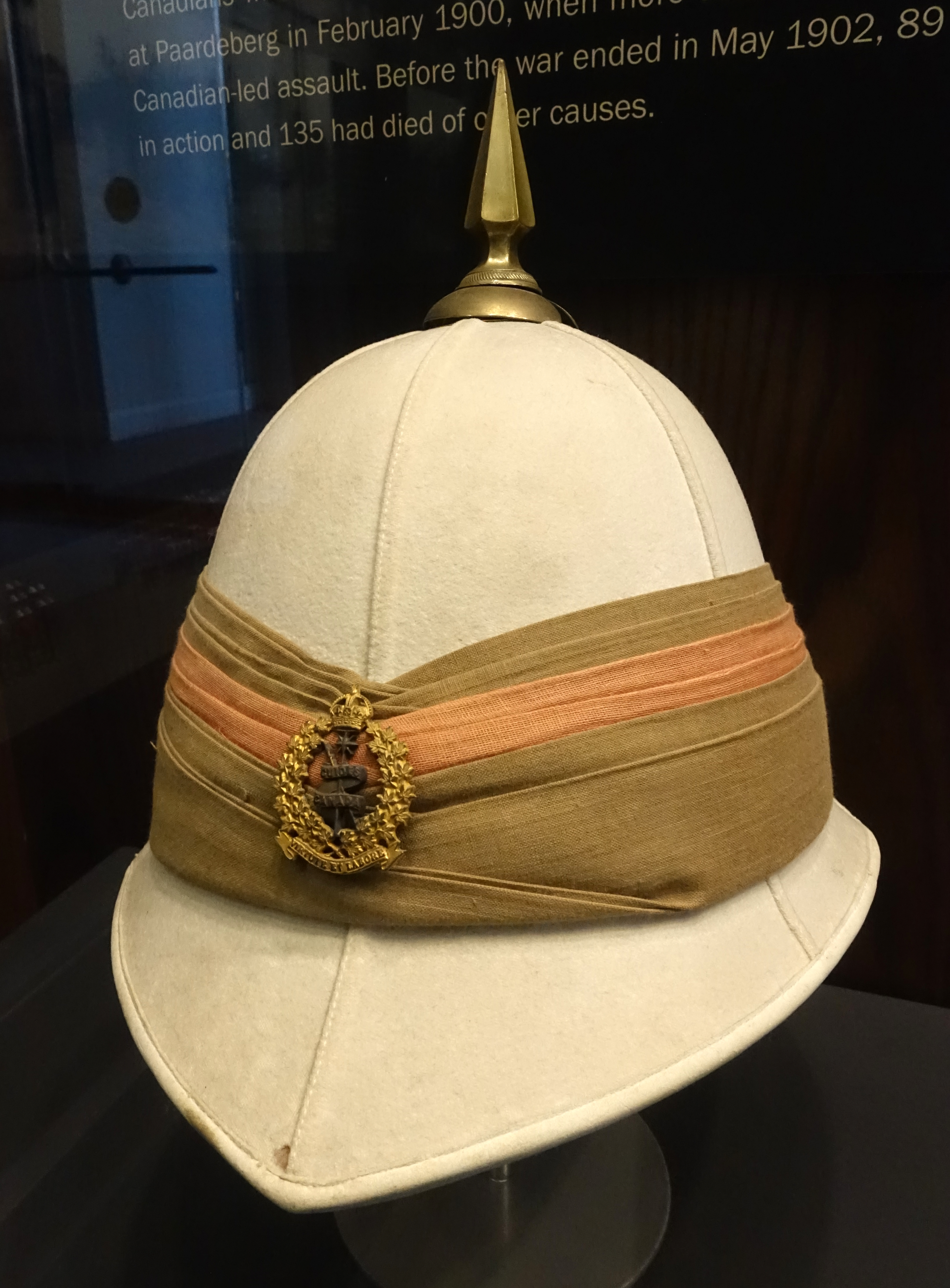
Capacete do exército real canadense.
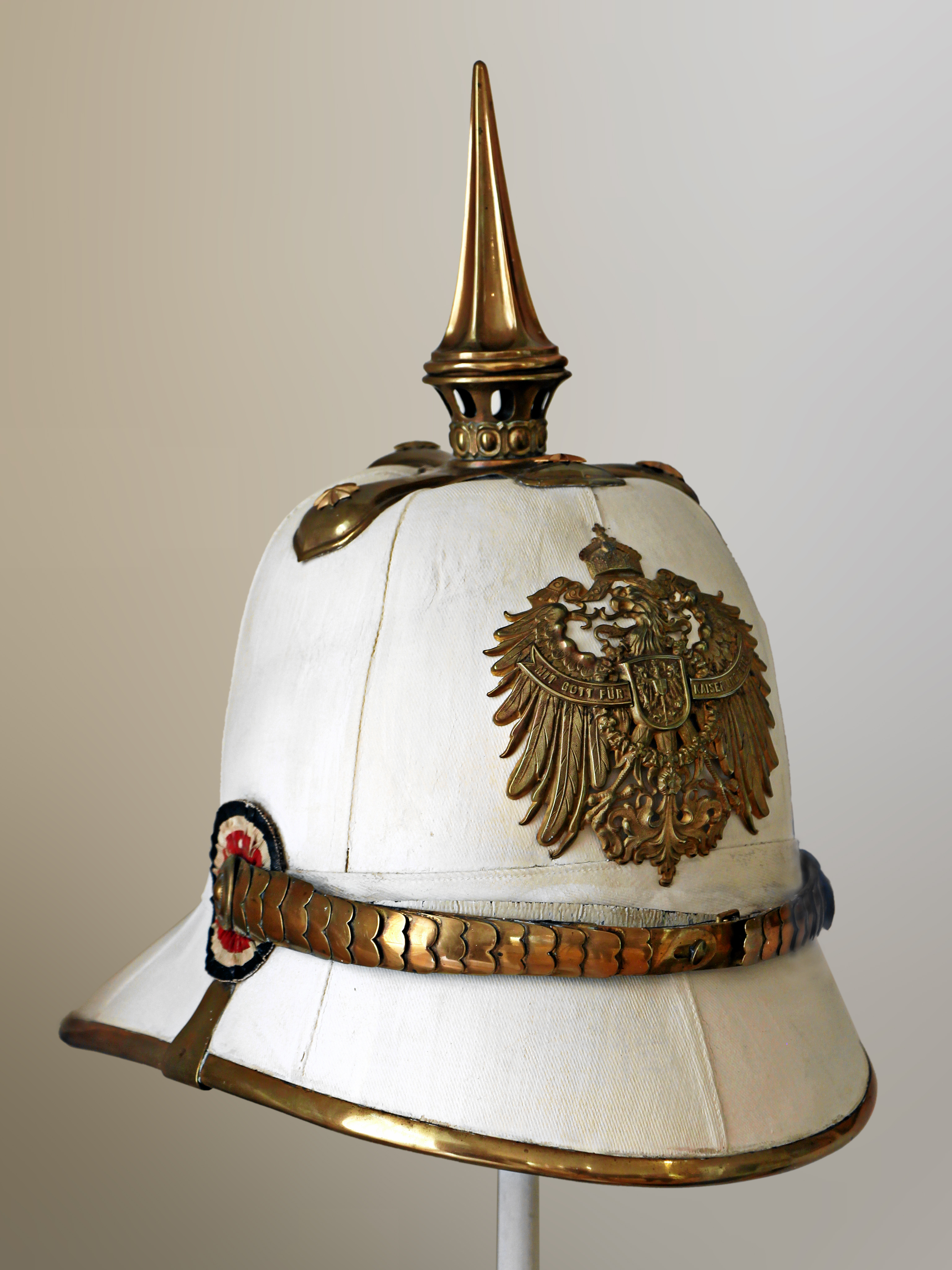
Capacete colonial alemão com ponteira.
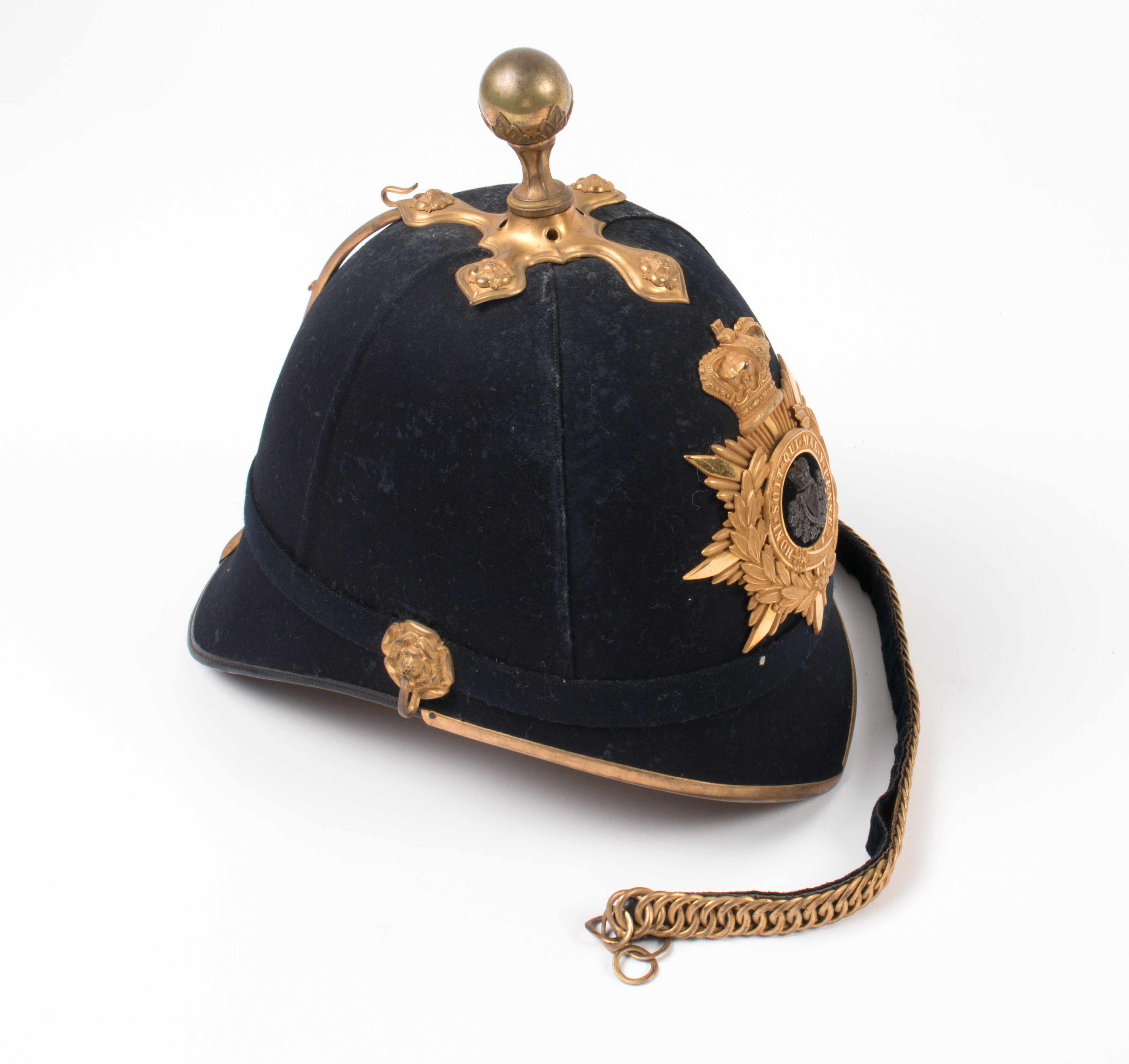
Capacete Home Service do regimento real Irlandês, 1878.
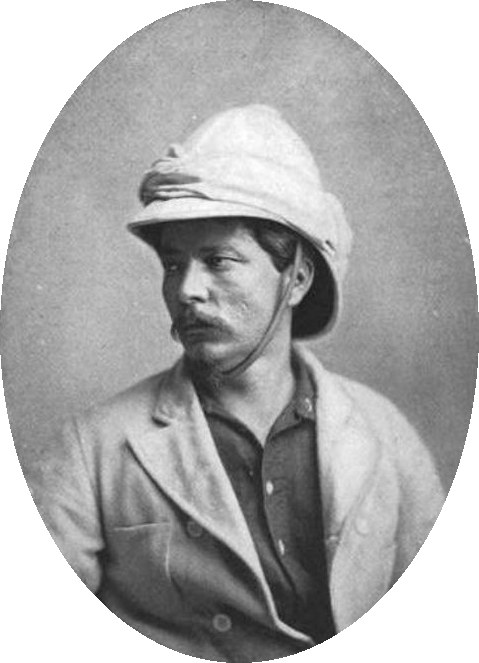
O explorador americano Henry Morton Stanley, usando um capacete colonial, em 1872.
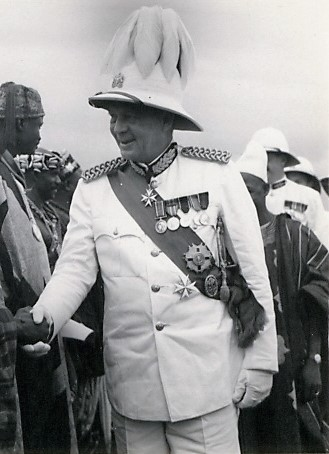
Governador da Costa do Ouro, com um capacete colonial em 1953.
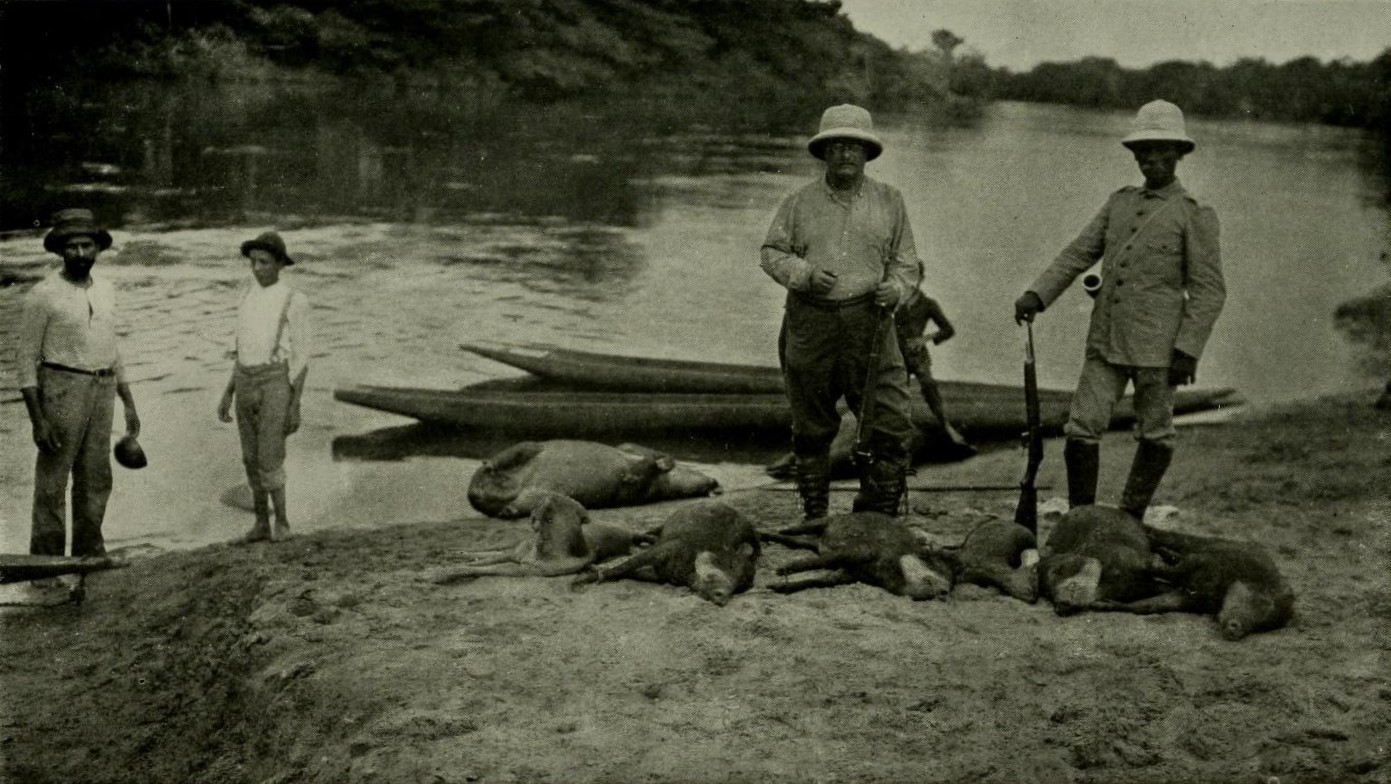
O Presidente americano Theodore Roosevelt e o Marechal Rondon, usando capacetes coloniais, em expedição na Amazônia. 1914.
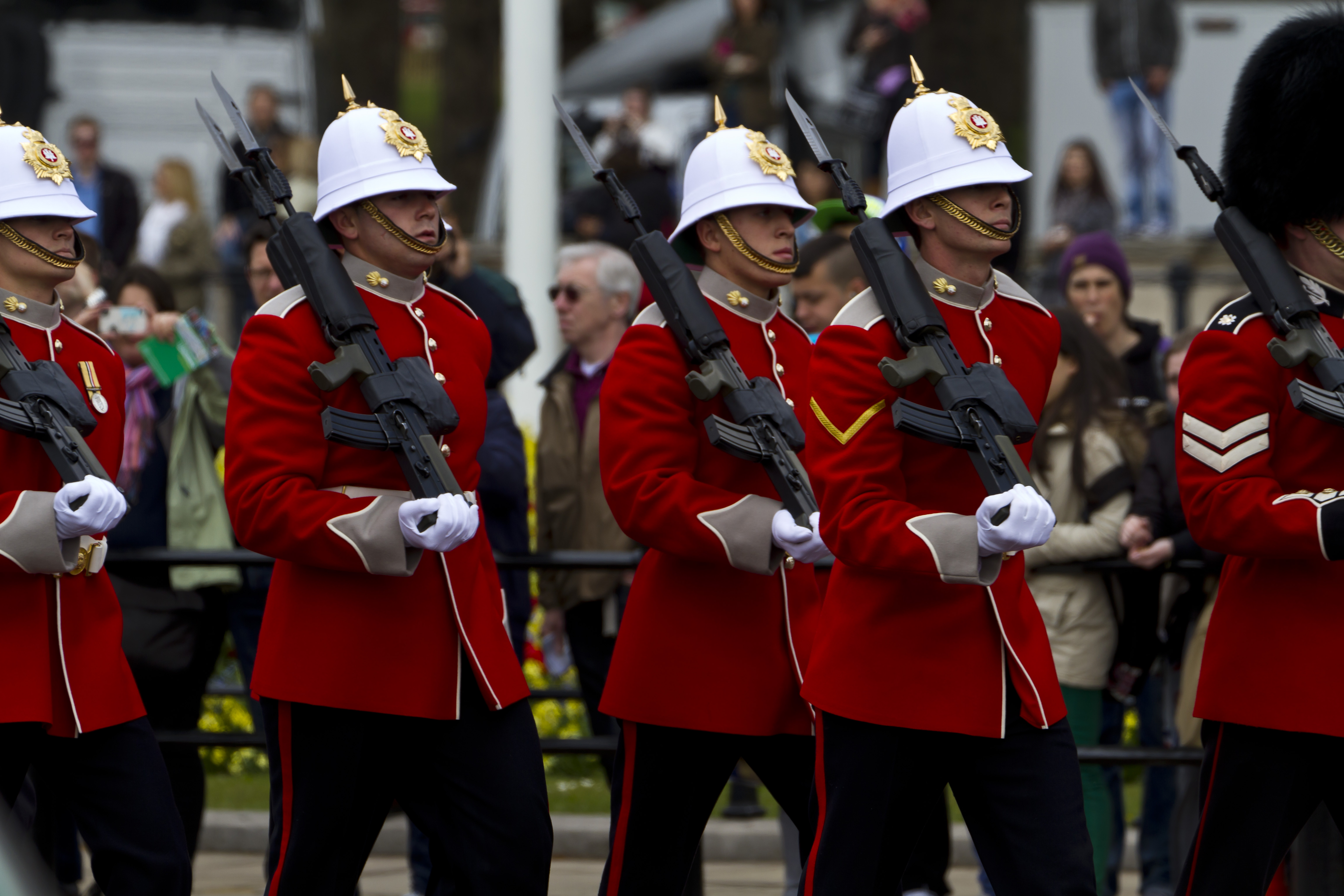
Soldados britânicos do Regimento Real de Gibraltar, 2012.
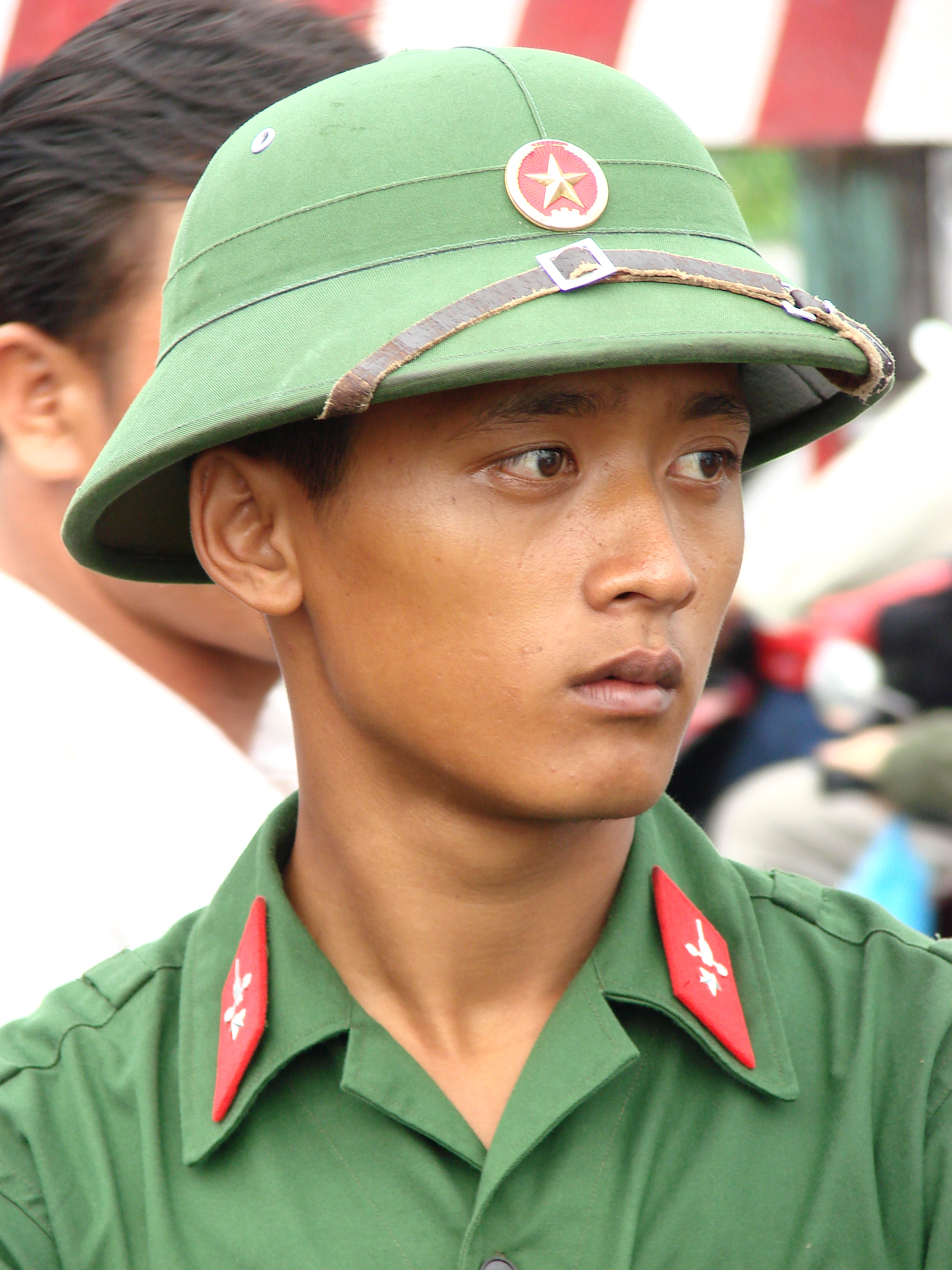
Soldado vietnamita usando o capacete colonial, 2009.